# Julija Antipowa
Julija Konstantinowna Antipowa (ros. Юлия Константиновна Антипова; ur. 14 lipca 1966 w Leningradzie) – radziecka saneczkarka, olimpijka, medalistka mistrzostw świata, zdobywczyni Pucharu Świata.
Na igrzyskach olimpijskich startowała jeden raz, w 1988, zajmując piąte miejsce. Na mistrzostwach świata wywalczyła trzy medale. W 1990 zdobyła srebro w jedynkach. Na swoim koncie ma również dwa medale brązowe wywalczone w drużynie mieszanej w latach 1989-1990. W Pucharze Świata trzykrotnie stała na podium klasyfikacji generalnej zdobywając Kryształową Kulę dwa razy, w sezonach 1987/1988 oraz 1989/1990.

## Osiągnięcia

### Igrzyska Olimpijskie
| Rok  | Miejsce | Jedynki |
| ---- | ------- | ------- |
| 1988 | Calgary | 5.      |

### Puchar Świata

#### Miejsca na podium w klasyfikacji generalnej
| Sezon     | Miejsce |
| --------- | ------- |
| 1987/1988 | 1.      |
| 1988/1989 | 3.      |
| 1989/1990 | 1.      |